# Ernest Gevers
Ernest Jules Henri Jean Marie Gevers (ur. 28 sierpnia 1891, zm. 1 stycznia 1965 w Ixelles) – belgijski szpadzista, dwukrotny srebrny medalista olimpijski.
Na igrzyskach olimpijskich w Antwerpii w 1920 roku wspólnie z Josephem De Craeckerem, Paulem Anspachem, Félixem d’Alviellą, Victorem Boinem, Léonem Tomem i Philippe'em de Beaulieu zdobył drużynowo srebrny medal. W szpadzie indywidualnej był czwarty, w rundzie finałowej wygrywając sześć z jedenastu pojedynków. Na rozgrywanych cztery lata później igrzyskach olimpijskich w Paryżu Belgowie w składzie: Fernand de Montigny, Charles Delporte, Joseph De Craecker, Léon Tom, Paul Anspach i Ernest Gevers zdobyli kolejny srebrny medal w szpadzie drużynowej. W zawodach indywidualnych był tym razem dwunasty, w rundzie finałowej wygrał jeden pojedynek, dwa zremisował, a osiem przegrał.
Nie zdobył medalu mistrzostw świata.